# Svájci férfi kézilabda-bajnokság (első osztály)
Az SHL (teljes nevén Swiss Handball League) a legmagasabb osztályú svájci férfi kézilabda-bajnokság. A bajnokságot 1950 óta rendezik meg, de nagypályán már korábban is volt országos bajnokság. Jelenleg tíz csapat játszik a bajnokságban, a legeredményesebb klub a Grasshopper Club Zürich, a címvédő a Kadetten Schaffhausen.

## Nagypályás bajnokságok
| Év   | 1. hely                  | 2. hely                  | 3. hely                               |
| ---- | ------------------------ | ------------------------ | ------------------------------------- |
| 1932 | Abstinenten TV Basel     | Grasshopper Club Zürich  | STV Bern                              |
| 1933 | Grasshopper Club Zürich  | Abstinenten TV Basel     | STV Bern                              |
| 1934 | Grasshopper Club Zürich  | Abstinenten TV Basel     | STV Bern                              |
| 1935 | Abstinenten TV Basel     | Grasshopper Club Zürich  | STV Bern                              |
| 1936 | Abstinenten TV Basel     | Grasshopper Club Zürich  | GG Bern                               |
| 1937 | Amicitia Zürich          | GG Bern                  | Abstinenten TV Basel és TV Kleinbasel |
| 1938 | Grasshopper Club Zürich  | Abstinenten TV Basel     | GG Bern és Amicitia Zürich            |
| 1939 | —                        |                          |                                       |
| 1940 | Grasshopper Club Zürich  | Abstinenten TV Basel     | GG Bern                               |
| 1941 | GG Bern                  | Grasshopper Club Zürich  | Bern-Stadt                            |
| 1942 | GG Bern                  | Grasshopper Club Zürich  | Bern-Stadt                            |
| 1943 | GG Bern                  | Grasshopper Club Zürich  | Abstinenten TV Basel                  |
| 1944 | —                        |                          |                                       |
| 1945 | BTV Aarau                | Abstinenten TV Basel     | Grasshopper Club Zürich               |
| 1946 | Grasshopper Club Zürich  | BTV Aarau                | RTV 1879 Basel                        |
| 1947 | Grasshopper Club Zürich  | BTV Aarau                | GG Bern                               |
| 1948 | Grasshopper Club Zürich  | BTV Aarau                | TV Unterstrass Zürich                 |
| 1949 | BTV Aarau                | TV Unterstrass Zürich    | Pfadi Winterthur                      |
| 1950 | BTV Aarau                | Grasshopper Club Zürich  | TV Kaufleute Zürich                   |
| 1951 | Grasshopper Club Zürich  | BTV Aarau                | STV Rorschach                         |
| 1952 | Grasshopper Club Zürich  | BTV Aarau                | TV Unterstrass Zürich                 |
| 1953 | Grasshopper Club Zürich  | Pfadi Winterthur         | TV Kaufleute Zürich                   |
| 1954 | TV Länggasse Bern        | Grasshopper Club Zürich  | Pfadi Winterthur                      |
| 1955 | Grasshopper Club Zürich  | TV Länggasse Bern        | STV Rorschach                         |
| 1956 | BTV Aarau                | TV Länggasse Bern        | Grasshopper Club Zürich               |
| 1957 | TV Länggasse Bern        | Grasshopper Club Zürich  | BTV Aarau                             |
| 1958 | Grasshopper Club Zürich  | BTV Aarau                | TSV St. Otmar St. Gallen              |
| 1959 | Grasshopper Club Zürich  | BTV Aarau                | TSV St. Otmar St. Gallen              |
| 1960 | BTV Aarau                | TV Unterstrass Zürich    | TSV St. Otmar St. Gallen              |
| 1961 | TV Unterstrass Zürich    | Grasshopper Club Zürich  | RTV 1879 Basel                        |
| 1962 | BTV Aarau                | Grasshopper Club Zürich  | TV Unterstrass Zürich                 |
| 1963 | Grasshopper Club Zürich  | TV Unterstrass Zürich    | TSV St. Otmar St. Gallen              |
| 1964 | TSV St. Otmar St. Gallen | RTV 1879 Basel           | Grasshopper Club Zürich               |
| 1965 | Grasshopper Club Zürich  | TV Suhr                  | RTV 1879 Basel                        |
| 1966 | TV Suhr                  | BTV Aarau                | TSV St. Otmar St. Gallen              |
| 1967 | TV Suhr                  | TSV St. Otmar St. Gallen | TV Unterstrass Zürich                 |
| 1968 | TSV St. Otmar St. Gallen | TV Suhr                  | BTV Aarau                             |
| 1969 | TSV St. Otmar St. Gallen | TV Suhr                  | BTV Aarau                             |
| 1970 | TSV St. Otmar St. Gallen | TV Suhr                  | BTV Aarau                             |
| 1971 | TSV St. Otmar St. Gallen | TV Suhr                  | TV Thun                               |

## Kispályás bajnokságok
| Év   | 1. hely                                           | 2. hely                                           | 3. hely                                           |
| ---- | ------------------------------------------------- | ------------------------------------------------- | ------------------------------------------------- |
| 1950 | Grasshopper Club Zürich                           | TV Länggasse Bern                                 | RTV 1879 Basel                                    |
| 1951 | Grasshopper Club Zürich                           | STV Rorschach                                     | Kaufleute Basel                                   |
| 1952 | Grasshopper Club Zürich                           | TV Länggasse Bern                                 | STV Rorschach                                     |
| 1953 | STV Rorschach                                     | TV Länggasse Bern                                 | Kaufleute Basel                                   |
| 1954 | Grasshopper Club Zürich                           | Kaufleute Basel                                   | STV Rorschach                                     |
| 1955 | Grasshopper Club Zürich                           | TV Unterstrass Zürich                             | TV Kleinbasel                                     |
| 1956 | Grasshopper Club Zürich                           | LC Zürich                                         | TV Kleinbasel                                     |
| 1957 | Grasshopper Club Zürich                           | TSV St. Otmar St. Gallen                          | LC Zürich                                         |
| 1958 | BTV St. Gallen                                    | Kaufleute Basel                                   | TSV St. Otmar St. Gallen                          |
| 1959 | BTV St. Gallen                                    | Kaufleute Basel                                   | Pfadfinder ST Zürich                              |
| 1960 | RTV 1879 Basel                                    | Grasshopper Club Zürich                           | Kaufleute Basel                                   |
| 1961 | BSV Bern                                          | Kaufleute Basel                                   | RTV 1879 Basel                                    |
| 1962 | Grasshopper Club Zürich                           | TSV St. Otmar St. Gallen                          | RTV 1879 Basel                                    |
| 1963 | Grasshopper Club Zürich                           | TSV St. Otmar St. Gallen                          | BSV Bern                                          |
| 1964 | Grasshopper Club Zürich                           | RTV 1879 Basel                                    | TSV St. Otmar St. Gallen                          |
| 1965 | Grasshopper Club Zürich                           | BSV Bern                                          | ATV Basel-Stadt                                   |
| 1966 | Grasshopper Club Zürich                           | BSV Bern                                          | TSV St. Otmar St. Gallen                          |
| 1967 | ATV Basel-Stadt                                   | Grasshopper Club Zürich                           | BSV Bern                                          |
| 1968 | Grasshopper Club Zürich                           | RTV 1879 Basel                                    | Pfadfinder Winterthur                             |
| 1969 | Grasshopper Club Zürich                           | BSV Bern                                          | Fides St. Gallen                                  |
| 1970 | Grasshopper Club Zürich                           | STV St. Gallen                                    | BSV Bern                                          |
| 1971 | TSV St. Otmar St. Gallen                          | Grasshopper Club Zürich                           | STV St. Gallen                                    |
| 1972 | ATV Basel-Stadt                                   | Pfadi Winterthur                                  | TSV St. Otmar St. Gallen                          |
| 1973 | TSV St. Otmar St. Gallen                          | BSV Bern                                          | ZMC Amicitia Zürich                               |
| 1974 | TSV St. Otmar St. Gallen                          | ZMC Amicitia Zürich                               | Grasshopper Club Zürich                           |
| 1975 | Grasshopper Club Zürich                           | BSV Bern                                          | TSV St. Otmar St. Gallen                          |
| 1976 | Grasshopper Club Zürich                           | TSV St. Otmar St. Gallen                          | TV Suhr                                           |
| 1977 | Grasshopper Club Zürich                           | ZMC Amicitia Zürich                               | TSV St. Otmar St. Gallen                          |
| 1978 | TV Zofingen                                       | Grasshopper Club Zürich                           | BSV Bern                                          |
| 1979 | Grasshopper Club Zürich                           | BSV Bern                                          | TV Zofingen                                       |
| 1980 | BSV Bern                                          | Grasshopper Club Zürich                           | TSV St. Otmar St. Gallen                          |
| 1981 | TSV St. Otmar St. Gallen                          | BSV Bern                                          | Pfadi Winterthur                                  |
| 1982 | TSV St. Otmar St. Gallen                          | BSV Bern                                          | RTV 1879 Basel                                    |
| 1983 | TV Zofingen                                       | Grasshopper Club Zürich                           | BSV Bern                                          |
| 1984 | RTV 1879 Basel                                    | TSV St. Otmar St. Gallen                          | TV Zofingen                                       |
| 1985 | BSV Bern                                          | ZMC Amicitia Zürich                               | RTV 1879 Basel                                    |
| 1986 | TSV St. Otmar St. Gallen                          | ZMC Amicitia Zürich                               | BSV Bern                                          |
| 1987 | ZMC Amicitia Zürich                               | BSV Bern                                          | TSV St. Otmar St. Gallen                          |
| 1988 | ZMC Amicitia Zürich                               | Pfadi Winterthur                                  | TSV St. Otmar St. Gallen                          |
| 1989 | ZMC Amicitia Zürich                               | Grasshopper Club Zürich                           | BSV Bern                                          |
| 1990 | Grasshopper Club Zürich                           | BSV Bern                                          | ZMC Amicitia Zürich                               |
| 1991 | Grasshopper Club Zürich                           | RTV 1879 Basel                                    | Borba Luzern                                      |
| 1992 | Pfadi Winterthur                                  | Grasshopper Club Zürich                           | RTV 1879 Basel                                    |
| 1993 | Borba Luzern                                      | Pfadi Winterthur                                  | Kadetten Schaffhausen                             |
| 1994 | Pfadi Winterthur                                  | Borba Luzern                                      | Wacker Thun                                       |
| 1995 | Pfadi Winterthur                                  | Borba Luzern                                      | Kadetten Schaffhausen                             |
| 1996 | Pfadi Winterthur                                  | ZMC Amicitia Zürich                               | Kadetten Schaffhausen                             |
| 1997 | Pfadi Winterthur                                  | TSV St. Otmar St. Gallen                          | ZMC Amicitia Zürich                               |
| 1998 | Pfadi Winterthur                                  | TV Suhr                                           | Wacker Thun                                       |
| 1999 | TV Suhr                                           | TSV St. Otmar St. Gallen                          | Kadetten Schaffhausen                             |
| 2000 | TV Suhr                                           | Kadetten Schaffhausen                             | TSV St. Otmar St. Gallen                          |
| 2001 | TSV St. Otmar St. Gallen                          | Pfadi Winterthur                                  | Kadetten Schaffhausen                             |
| 2002 | Pfadi Winterthur                                  | Grasshopper Club Zürich                           | TSV St. Otmar St. Gallen                          |
| 2003 | Pfadi Winterthur                                  | Wacker Thun                                       | Kadetten Schaffhausen                             |
| 2004 | Pfadi Winterthur                                  | Grasshopper Club Zürich                           | Wacker Thun                                       |
| 2005 | Kadetten Schaffhausen                             | Grasshopper Club Zürich                           | Wacker Thun                                       |
| 2006 | Kadetten Schaffhausen                             | Grasshopper Club Zürich                           | Wacker Thun                                       |
| 2007 | Kadetten Schaffhausen                             | Grasshopper Club Zürich                           | Wacker Thun                                       |
| 2008 | ZMC Amicitia Zürich                               | Kadetten Schaffhausen                             | TSV St. Otmar St. Gallen                          |
| 2009 | ZMC Amicitia Zürich                               | Kadetten Schaffhausen                             | TSV St. Otmar St. Gallen                          |
| 2010 | Kadetten Schaffhausen                             | ZMC Amicitia Zürich                               | BSV Bern Muri                                     |
| 2011 | Kadetten Schaffhausen                             | Pfadi Winterthur                                  | HC Kriens                                         |
| 2012 | Kadetten Schaffhausen                             | Wacker Thun                                       | Pfadi Winterthur                                  |
| 2013 | Wacker Thun                                       | Kadetten Schaffhausen                             | Pfadi Winterthur                                  |
| 2014 | Kadetten Schaffhausen                             | Pfadi Winterthur                                  | HC Kriens-Luzern                                  |
| 2015 | Kadetten Schaffhausen                             | TSV St. Otmar St. Gallen                          | Pfadi Winterthur                                  |
| 2016 | Kadetten Schaffhausen                             | Wacker Thun                                       | Pfadi Winterthur                                  |
| 2017 | Kadetten Schaffhausen                             | Pfadi Winterthur                                  | HC Kriens-Luzern                                  |
| 2018 | Wacker Thun                                       | Pfadi Winterthur                                  | Kadetten Schaffhausen                             |
| 2019 | Kadetten Schaffhausen                             | Pfadi Winterthur                                  | BSV Bern Muri                                     |
| 2020 | A koronavírus-járvány miatt nem avattak bajnokot. | A koronavírus-járvány miatt nem avattak bajnokot. | A koronavírus-járvány miatt nem avattak bajnokot. |
| 2021 | Pfadi Winterthur                                  | Kadetten Schaffhausen                             | HC Kriens-Luzern                                  |
| 2022 | Kadetten Schaffhausen                             | Pfadi Winterthur                                  | Wacker Thun                                       |
| 2023 | Kadetten Schaffhausen                             | HC Kriens-Luzern                                  | Pfadi Winterthur                                  |
| 2024 | Kadetten Schaffhausen                             | HC Kriens-Luzern                                  | GC Amicitia Zürich                                |
| 2025 | Kadetten Schaffhausen                             | BSV Bern                                          | HC Kriens-Luzern                                  |

## Lásd még
- Svájci női kézilabda-bajnokság (első osztály)

## Külső hivatkozások
- A bajnokság honlapja